# Les Quatre Filles du docteur March (film, 1933)

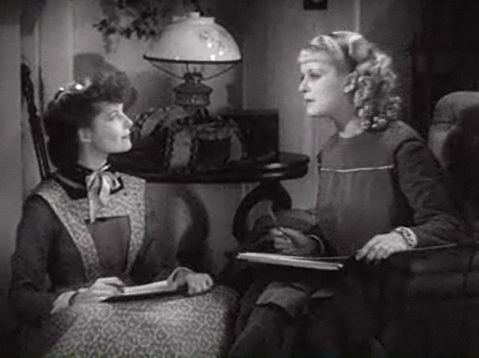
Katharine Hepburn et Joan Bennett

Pour les articles homonymes, voir Les Quatre Filles du docteur March (homonymie).
Pour plus de détails, voir Fiche technique et Distribution.
Les Quatre Filles du docteur March (Little Women) est un film américain en noir et blanc réalisé par George Cukor, sorti en 1933, adapté du roman homonyme de Louisa May Alcott (1868).

## Synopsis
Le film raconte l'histoire de quatre jeunes filles américaines durant la guerre de Sécession, dans la petite ville de Concord (Massachusetts) : Margaret, surnommée « Meg » (Frances Dee), Joséphine, surnommée « Jo » (Katharine Hepburn), Elizabeth, surnommée « Beth » (Jean Parker) et Amy (Johan Bennett). Elle appartiennent à la classe moyenne de la société, leur père ayant perdu la fortune de la famille au profit d'un homme d'affaires sans scrupules plusieurs années plus tôt.
Meg, conventionnelle, rêve d'une vie de famille ressemblant à celle de ses parents ; Jo, le garçon manqué et écrivain en herbe de la famille, divertit tout le monde avec ses nouvelles et ses pièces de théâtre ; Beth, gentille, douce et timide, aime la musique et joue du piano ; Amy, ravissante et coquette, aux goûts de luxe, aime la peinture et le dessin. Mais les quatre sœurs ont en commun la générosité, la gaieté, l'amour et l'admiration pour leurs parents.
Meg travaille comme gouvernante chez les King, une famille riche ; Jo doit tenir compagnie à sa tante March (Edna May Oliver), une vieille dame acariâtre et ronchonne ; Beth, trop timide pour aller à l'école, reste à la maison où elle aide Hannah (Mabel Colcord), la vieille servante, pour les tâches ménagères et s'exerce sur le vieux piano désaccordé de la famille ; Amy va à l'école, où elle se fait souvent réprimander.
Alors que M. March (Samuel S. Hinds) sert dans l'armée de l'Union comme aumonier, Mme March (Spring Byington), affectueusement appelée « Marmee » par ses filles, maintient la famille unie et enseigne aux filles l'importance de donner aux moins fortunés que eux-mêmes. 
Le film commence la veille de Noël. Meg, Jo et Amy rentrent à la maison où Beth et Hannah les accueillent. Les quatre sœurs déplorent l'absence de cadeaux pour Noël, mais décident finalement d'acheter chacune un cadeau pour leur mère : Meg lui offre des gants, Jo des pantoufles, Beth des mouchoirs et Amy une bouteille d'eau de Cologne. Mme March rentre à la maison avec une lettre de M. March engageant ses filles à employer l'année à devenir meilleures. Émues, les quatre jeunes filles se promettent de combattre leurs ennemis intérieurs. Le lendemain, elles offrent leurs cadeaux à Mme March et acceptent de bon cœur de se priver de petit-déjeuner pour le donner à la pauvre famille Hummel, qui habite près de chez eux.
La fougueuse Jo, à la recherche d'une compagnie masculine, se lie d'amitié avec Théodore Laurence surnommé Laurie (Douglas Montgomerry), le petit-fils du voisin riche mais acariâtre, James Laurence (Henry Stephenson). Ce dernier, impressionné par la franchise de Jo et son effet bénéfique sur son petit-fils, invite les sœurs March à un bal costumé dans sa somptueuse maison. Au bal, Meg est courtisée par John Brooke (John Lodge), le précepteur de Laurie, et Jo consent à danser avec Laurie pendant qu'Amy et Beth regardent la scène depuis l'escalier. Le comportement bourru de M. Laurence s'adoucit lors de sa rencontre avec Beth, qui lui rappelle la petite-fille bien-aimée qu'il a perdue, et lorsqu'il apprend son talent musical, il lui propose d'utiliser son piano à queue. Malgré sa timidité, la jeune fille accepte. Jo et Laurie dansent ensemble dans le couloir. Plus tard, les filles rentrent chez elles ; dans la précipitation du départ, Meg oublie son gant, que M. Brooke conserve avec soin.
De son côté, Beth profite de l'offre de M. Laurence pour aller jouer sur son beau piano tous les jours. Un jour de printemps, elle confie à Jo qu'elle a l'intention d'offrir des pantoufles au vieux monsieur pour le remercier de sa gentillesse. Jo approuve le projet de sa petite sœur. Puis elle sort confier son manuscrit à un éditeur, espérant le voir imprimé, et, sur le chemin du retour, bavarde avec Laurie qui lui apprend que M. Brooke a conservé le gant de Meg. Craignant qu'un mariage entre les deux jeunes gens ne rompe le lien entre les sœurs, Jo tente de décourager Meg de ses sentiments de plus en plus profonds pour M. Brooke. Laurie rentre chez lui et Meg rentre à la maison. Restée seule dans le jardin, Jo est désespérée. Au même moment, Beth rentre des courses et ses sœurs l'appellent du salon pour lui montrer une surprise : pour la remercier des pantoufles, M. Laurence lui a offert un splendide piano qui appartenait autrefois à sa petite-fille. Bouleversée, Beth oublie sa timidité et décide d'aller remercier le vieux monsieur seule, à la surprise générale. Une fois près de lui, la jeune fille tente de formuler ses remerciements, mais les mots lui manquent et, dans un élan de gratitude, elle met ses bras autour du cou de M. Laurence et l'embrasse. Touché, le vieux monsieur prend Beth sur ses genoux. Désormais, tous deux deviennent de très bons amis, à tel point que l'on dirait un grand-père et sa petite-fille.
Quelques jours plus tard, Mme March reçoit un télégramme l'informant que son mari, blessé, est hospitalisé à l'hôpital militaire de Washington. Elle prépare ses bagages, aidée de ses filles, pour se rendre à son chevet ; M. Brooke lui propose de l'accompagner, ce qu'elle finit par accepter avec reconnaissance. Meg remercie M. Brooke de sa générosité. Quelques minutes plus tard, Jo arrive avec vingt-cinq dollars. Quand sa mère lui demande comment elle se l'est procurée, Jo explique qu'elle n'a pas osé aller demander l'argent à tante March, qu'elle a vendu quelque chose qui lui appartenait, et retire son chapeau : elle a coupé sa magnifique chevelure brune ! Chacun est à la fois choqué, impressionné et admiratif devant ce sacrifice. Mme March remercie sa fille et part à Washington, laissant ses filles seules avec la servante Hannah, Laurie et M. Laurence. Les adieux sont déchirants.
Les jours passent. Petit à petit, les quatre sœurs commencent à délaisser leurs tâches respectives. Seule la charitable Beth continue d'effectuer les travaux qui lui sont assignés avec persévérance ; elle va notamment rendre visite aux Hummel, dont le bébé est malade. Un après-midi, Meg, Jo, Amy et Laurie sont rassemblés dans le salon, discutant avec animation, car le roman de Jo vient d'être publié dans le journal. Au même moment, Beth rentre de chez les Hummel, pâle et abattue, et se cache dans le placard pour pleurer ; ses sœurs la questionnent sur ce qui est arrivé. Beth explique que le bébé, atteint d'une mauvaise scarlatine, est mort dans ses bras, et que le médecin lui a conseillé de rentrer très vite pour éviter de contracter la maladie ; de plus, Beth souffre depuis ce matin de maux de tête et d'un mal de gorge intense, et craint qu'il ne s'agisse des premiers symptômes de l'infection. Ses sœurs la portent dans sa chambre. Le médecin pose son diagnostic : il s'agit bien de la scarlatine. Meg et Jo, immunisées, soignent leur petite sœur, mais Amy est envoyée chez tante March, pour éviter d'attraper la scarlatine. Les semaines passent, mais l'état de Beth empire. Le médecin est formel : Mme March devrait rentrer le plus tôt possible, et si la fièvre ne tombe pas dans les heures à venir, on peut craindre le pire. Laurie informe alors Jo qu'il a envoyé un télégramme à sa mère et qu'elle arrivera dans quelques heures. Meg et Jo passent la nuit à veiller Beth, priant pour qu'elle se rétablisse. M. Laurence, très inquiet, est venu s'enquérir de l'état de la jeune fille. Soudain, Beth, plongée dans une longue torpeur, gémit avant de retomber, comme morte. Le médecin l'examine et déclare à Meg et Jo que la fièvre est tombée. Beth est sauvée. Au même moment, Mme March revient. Quelques semaines plus tard, Beth va beaucoup mieux (mais sa santé est restée fragilisée) et Amy est rentrée. Soudain, M. March fait irruption, introduit par Laurie. Les sœurs se jettent au cou de leur père et même Beth trouve la force de se lever et d'aller se jeter dans ses bras. Quelques jours plus tard, Meg ayant réalisé son amour pour John Brooke après que tante March ait critiqué le jeune précepteur, les deux jeunes gens se fiancent.
Quelques mois plus tard, Meg épouse M. Brooke et devient mère de deux jumeaux. Laurie demande à Jo de l'épouser, mais elle refuse, expliquant qu'elle est mal à l'aise dans la haute société et souhaite consacrer sa vie à l'écriture. Très déçu, Laurie part pour l'Europe et Jo, attristée par la perte apparente de Meg et Laurie, qu'elle considère comme son meilleure ami, déménage à New York pour poursuivre sa carrière. Elle trouve un travail de gouvernante chez la famille Kirke et rencontre M. Bhaer (Paul Lukas), le professeur d'allemand des enfants Kirke, qui lui fait découvrir les musées et l'opéra. Bhaer accepte plus tard de lire les histoires de Jo, mais elle est dévastée quand il critique son travail, le rejetant comme sensationnaliste. Fondant en larmes, Jo révèle qu'elle se sent abandonnée par Laurie et blessée que tante March, qui lui avait longtemps promis un voyage en Europe, ait emmené à sa place Amy, désireuse de poursuivre une carrière de peintre. Après avoir consolé Jo, dont il est tombé amoureux, le professeur Bhaer lui conseille d'écrire avec son cœur. Jo décide de rentrer chez elle, car l'état de Beth, restée à la maison, s'est considérablement aggravé. À son retour à la maison maintenant presque vide, Jo apprend que sa bien-aimée Beth est mourante. Mais Beth lui explique que la famille restera toujours unie, même si l'un de ses membres est parti, et lui dit qu'elle lui manquera, même au Paradis. Jo consacre les semaines suivantes à soigner Beth, qui supporte ses douleurs sans se plaindre. Beth meurt paisiblement, entourée de sa famille.
Après la mort de Beth, Jo apaise son chagrin en écrivant un roman intitulé Ma Beth, qu'elle envoie au professeur Bhaer pour avoir son avis. Plus tard, Meg informe Jo que Laurie et Amy sont tombées amoureux en Europe et vont se marier. Bien que Jo soit heureuse pour le couple, elle réalise pour la première fois à quel point elle est seule et à quel point elle souhaite être aimée. Quelques semaines plus tard, Laurie et Amy reviennent en tant que mari et femme, et les March célèbrent joyeusement la réunion de famille. Jo sort un instant faire des courses. Les festivités sont interrompues lorsque le professeur Bhaer arrive avec le roman de Jo, qu'il a fait publier. Déçu d'apprendre qu'elle est absente, il s'apprête à partir et heurte Jo, qui rentrait au même instant. Il lui explique la raison de sa visite et lui confie qu'il a adoré son roman ; Jo s'apprête à rentrer à l'intérieur, mais Bhaer la retient. Il lui avoue timidement son amour et lui propose de l'épouser, ajoutant qu'il n'a rien à lui offrir, que « ce cœur plein et ces mains vides ». Jo accepte avec joie et répond en lui prenant les mains : « Elles ne sont plus vides maintenant »" Bhaer, qui jusqu'alors n'avait appelé Jo que « ma petite amie », l'appelle enfin pour la première fois : « ma bien-aimée ». Tous deux s'embrassent et Jo ramène son futur mari dans la chaleur de la maison, où sa famille les attend.

## Fiche technique

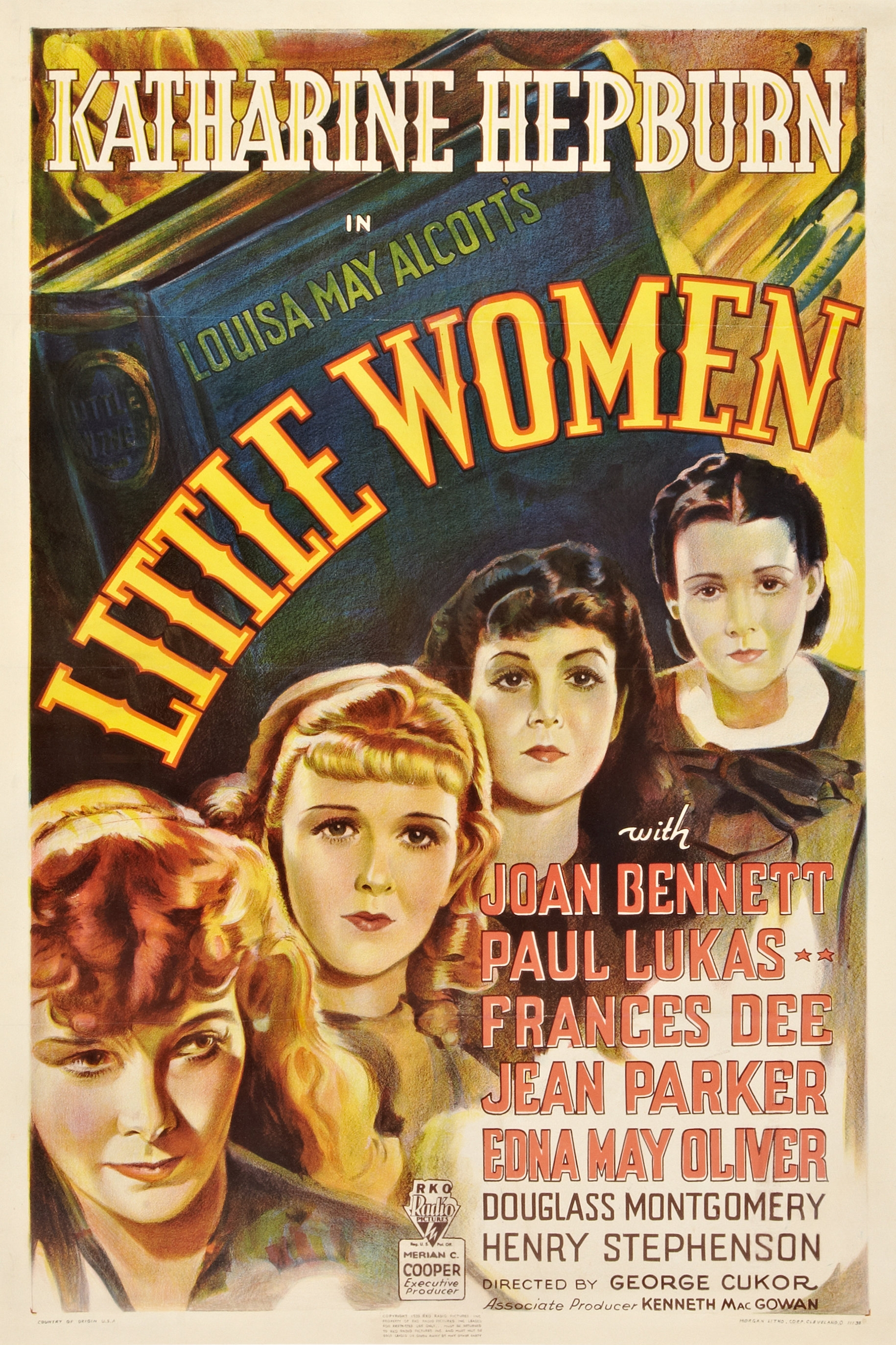
Affiche originale du film en 1933.

- Titre : Les Quatre Filles du docteur March
- Titre original : Little Women
- Réalisation : George Cukor
- Scénario : Sarah Y. Mason, d'après le roman de Louisa May Alcott
- Producteurs : David O. Selznick, Kenneth Macgowan (associé) et Merian C. Cooper (exécutif), pour la RKO
- Photographie : Henry Gerrard
- Montage : Jack Kitchin
- Musique : Max Steiner
- Direction artistique : Van Nest Polglase et Hobe Herwin
- Décors de plateau : Hobe Erwin et Ray Moyer (non crédité)
- Costumes : Walter Plunkett
- Pays d'origine :  États-Unis
- Langue : anglais
- Format : noir et blanc
- Genre : Comédie dramatique
- Durée : 117 min
- Dates de sortie : 
  - États-Unis : 16 novembre 1933 (première à New York), 24 novembre 1933 (sortie nationale)
  - France : 4 mai 1934

## Distribution

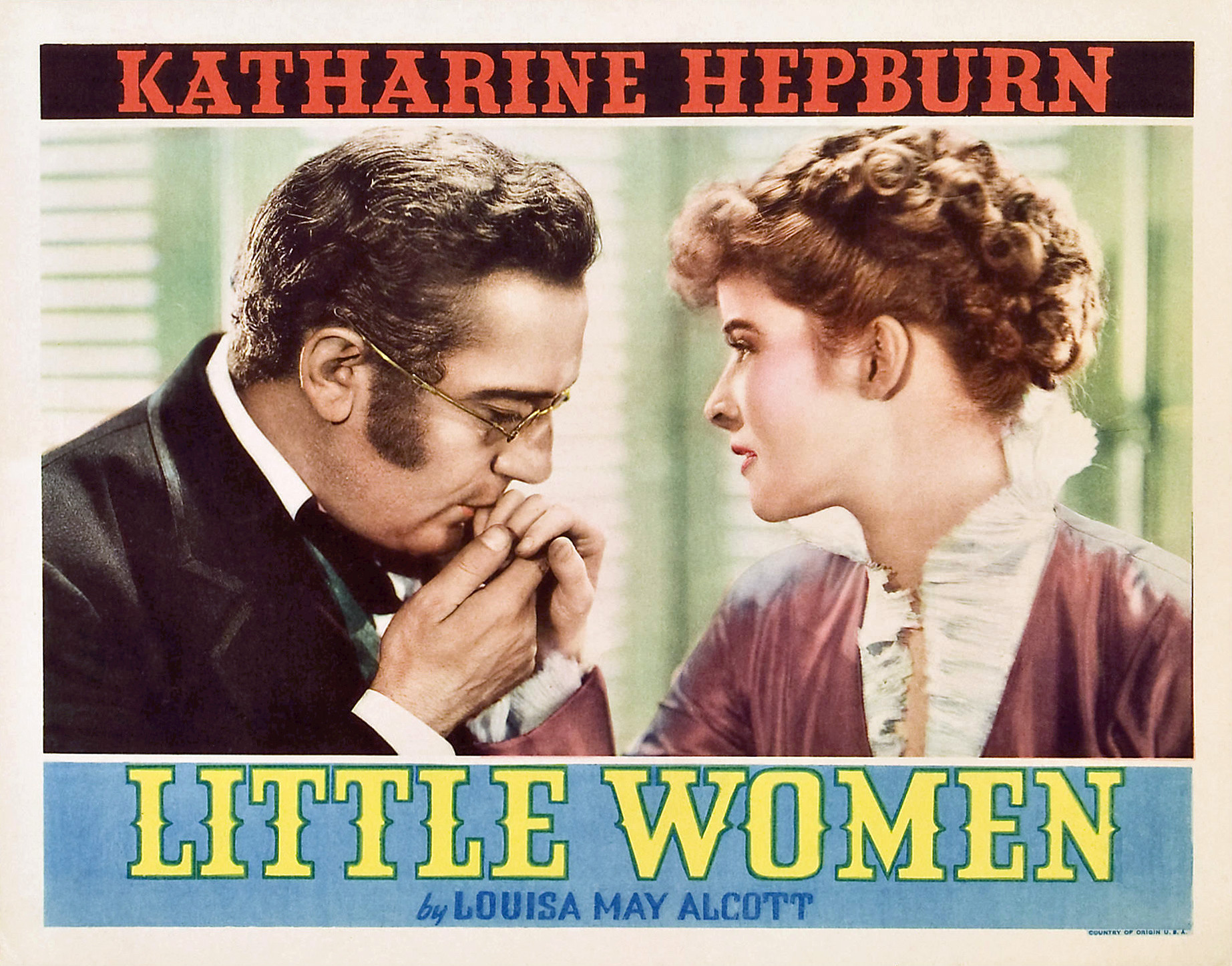
Carte promotionnelle du film.

- Katharine Hepburn : Josephine « Jo » March
- Joan Bennett : Amy March
- Paul Lukas : Pr. Friedrich Bhaer
- Edna May Oliver : Tante March
- Jean Parker : Elizabeth « Beth » March
- Frances Dee : Margareth « Meg » March
- Douglass Montgomery : Théodore « Laurie » Laurence
- Spring Byington : Abigail « Marmee » March
- Henry Stephenson : M. Laurence
- Samuel S. Hinds : M. March
- John Lodge : John Brooke
- Mabel Colcord : Hannah
- Marion Ballou : Mme Kirke
- Nydia Westman : Mamie
- Harry Beresford : Dr. Bangs

Et, parmi les acteurs non crédités :
- Bonita Granville : Une camarade de classe d'Amy
- Olin Howland : M. Davis, l'instituteur

### Galerie des acteurs (tirée du générique)

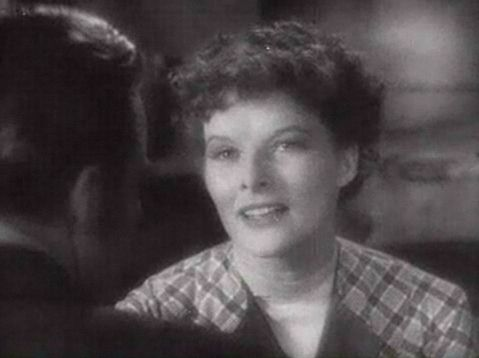
Katharine Hepburn
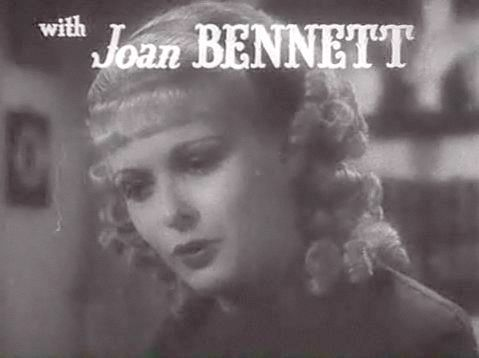
Joan Bennet
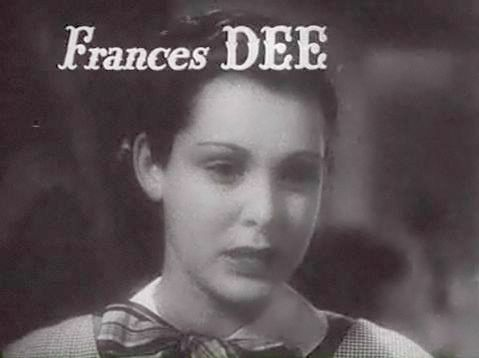
France Dee
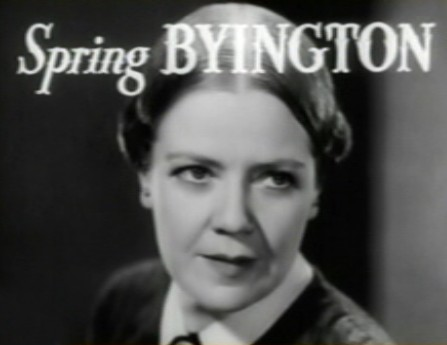
Spring Byington
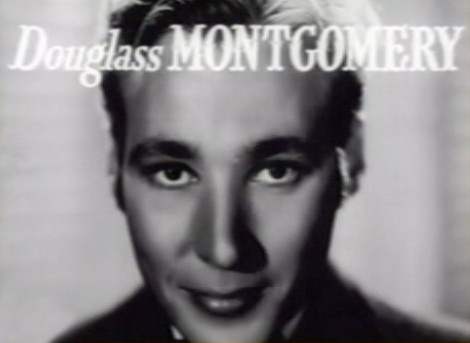
Douglass Montgomery
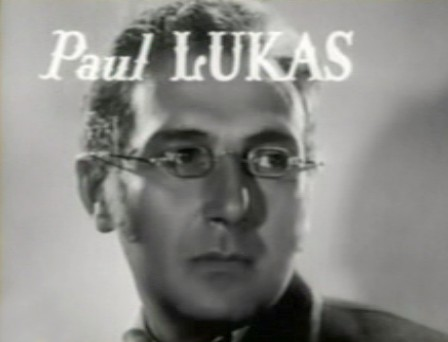
Paul Lukas
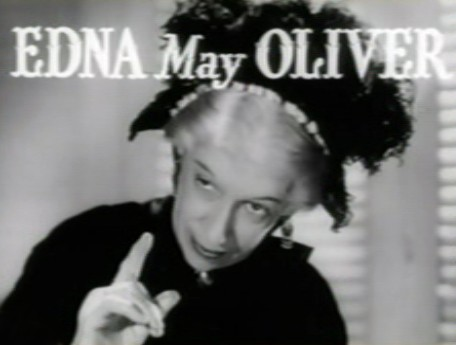
Edna May Oliver
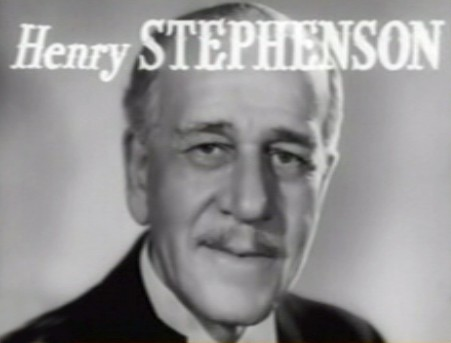
Henry Stephenson

## Autour du film
Le succès du film de Cukor mit à la mode l’adaptation cinématographique des classiques de la littérature. Le réalisateur tourna par la suite David Copperfield (1935) de Dickens, Roméo & Juliette de Shakespeare et Le Roman de Marguerite Gautier d’Alexandre Dumas fils.

## Citations
Pour George Cukor, le réalisateur, Les Quatre Filles du docteur March n’était, avant qu’il s’y intéressât, rien d’autre qu’un roman pour gamines : « Quand je commençai à le lire, je n’en revins pas. En fait ce livre n’est ni mièvre ni sentimental, mais plein de force. C’est une fresque merveilleuse de la vie de famille en Nouvelle-Angleterre, témoignant d’une admirable rigueur morale tout imprégnée de l’esprit de sacrifice et d’austérité propre à l’époque. »

## Pour plus d'information